# Кухаренко, Яков Герасимович
Яков Герасимович Кухаренко (1799 или 1800, Екатеринодар — 1862, под Майкопом, ныне — Адыгея) — исправляющий должность наказного атамана Черноморского казачьего войска (см. Кубанские казаки) с 19 октября 1853 года по 10 июля 1855 года, генерал-майор (08.06.1853), писатель.

## Биография
Учился в войсковой Екатеринодарской гимназии, вышел из 4 класса в 1814 году и поступил на службу сотенным есаулом в артиллерийскую пешую полуроту Черноморского войска. Потомок запорожцев, Кухаренко служил в Причерноморье. Благодаря своим способностям и усердию, не раз выполнял поручения, не соответствовавшие его чину: в чине сотника он командовал артиллерийской ротой при осаде и взятии Анапы, в чине есаула он служил, по выборам дворянства, асессором в войсковой канцелярии, полковником в 1851 году исправлял должность наказного атамана Азовского казачьего войска, а в следующем году был назначен исполнять должность начальника штаба наказного атамана Черноморского казачьего войска.
В 1853 году Кухаренко был произведен в чин генерал-майора и в том же году способствовал передвижению кордонной линии с почтового тракта к берегам реки Кара-Кубани, чем сократил линию и вместе с тем обезопасил лежащий позади её край. В 1856 году он, в качестве депутата от Черноморского казачьего войска, присутствовал в Москве при короновании Александра II. В 1861 году стоял во главе черноморцев, предназначенных к переселению на Кубань.
В 1861 году на Кухаренко возложено было управление Нижне-Кубанской кордонной линией и командование Шапсугским Закубанским отрядом. В середине сентября 1862 году он был вызван командующим войсками Кубанской области, по делам службы, в Ставрополь. При переправе через Кубань, ночью 19 сентября, на него напала партия конных абадзехов, в числе восьми человек, изранили его и взяли в плен, где он от ран в маленьком ауле под Майкопом и скончался. Сыну Степану удалось выкупить тело отца и похоронить его в Екатеринодаре на соборной площади.

### Писательская деятельность
Кухаренко поддерживал знакомство с Н. И. Костомаровым; дружил с Т. Г. Шевченко.
Из статей Кухаренко, напечатанных в «Основе», две — «Пластуны» и «Вивци и чабаны в Черномории» — имеют этнографический характер. Народная сказка «Вороний конь» опубликована в журнале «Основа» 1861 году. В мае 1862 года там же на странице 30 — 39 «Чабаньский словарь» с подробным описанием чабанского быта. В оперетте «Черноморський побить на Кубань миж 1794 и 1896 роками» (1836 год, подражание И. Котляревскому), Кухаренко обрисовал быт кубанских казаков в конце XVIII века, во время их заселения кубанской равнины. Оперетта эта была переделана и приспособлена к сцене Старицким в 1878 году, под заглавием «Черноморцы», с музыкой Лысенко; продолжительное время она ставилась на малороссийской сцене.
Собрание сочинений Я. Г. Кухаренко было издано в Киеве в 1880 году Ф. Пискуновым под заглавием «Збирник творив Кухаренко наказного атамана земли войска Черноморского».

## Награды
- Орден Святого Владимира 4-й степени с бантом (09.07.1828)
- Орден Святого Станислава 2-й степени (01.08.1839)
- Императорская корона к ордену Святого Станислава 2-й степени (28.09.1840)
- Орден Святой Анны 2-й степени (04.03.1845)
- Знак отличия беспорочной службы за XV лет (1846)
- Императорская корона к ордену Святой Анны 2-й степени (17.04.1849)
- Единовременно 500 рублей серебром (1851)
- Орден Святого Георгия 4-й степени за беспорочную выслугу 25 лет в офицерских чинах (26.11.1851, № 8622 по списку Григоровича — Степанова)
- Орден Святого Владимира 3-й степени (06.12.1854)

## Память
В доме семьи Кухаренко в Краснодаре в 1988 году был открыт Литературный музей Кубани. Один из разделов экспозиции посвящён Я. Г. Кухаренко.